# Tiếng Tày

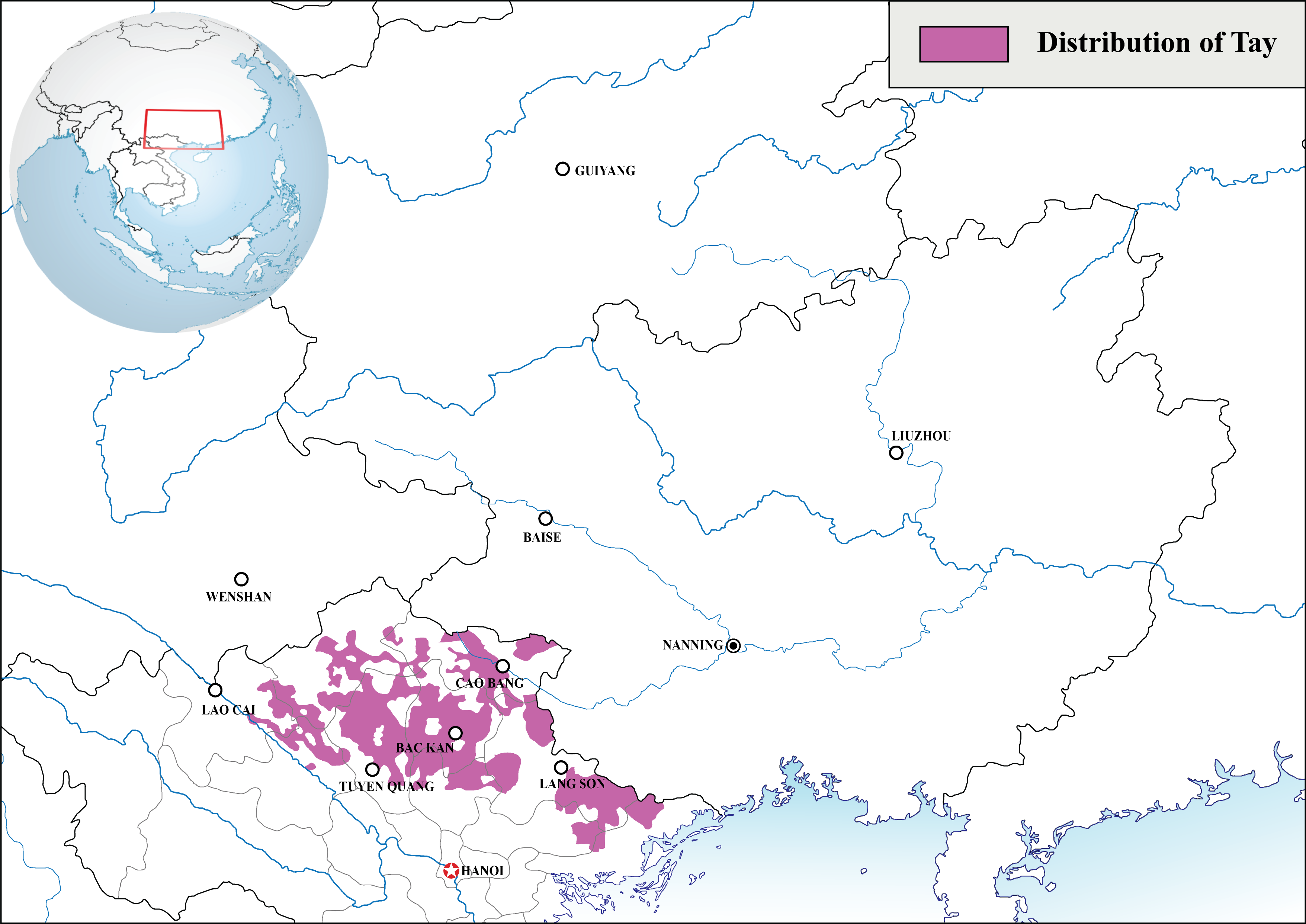
Phân bố địa lý của tiếng Tày

Tiếng Tày (tiểng Tày) là tiếng nói của người Tày, một ngôn ngữ thuộc ngữ chi Thái trong hệ ngôn ngữ Tai-Kadai. Tiếng Tày có quan hệ gần gũi với tiếng Nùng, tiếng Tráng ở mức trao đổi trực tiếp được, và giao tiếp được với người nói tiếng Lào, tiếng Thái.

## Phân bố
Người Tày có vùng cư trú truyền thống là Bắc bộ Việt Nam và tỉnh Quảng Tây Trung Quốc.
Tại Việt Nam người Tày có mặt ở các tỉnh Lạng Sơn, Cao Bằng, Bắc Kạn, Thái Nguyên, Tuyên Quang, Hà Giang, Yên Bái, Bắc Giang, Quảng Ninh, Phú Thọ, Lào Cai, Hòa Bình. Từ thế kỷ 20 đã di cư vào phía nam, cư trú nhiều ở Đắk Lắk, Lâm Đồng.
Tại Trung Quốc người Tày được xếp chung trong mục người Tráng.
Ngày nay người Tày di cư vào Tây Nguyên, nhiều phần phát âm theo người Việt vẫn bị pha trộn ít nhiều.

## Ngữ âm

### Phụ âm
|          |           | Môi | Môi | Lợi | Ngạc cứng | Ngạc mềm | Thanh hầu |
| thường   | vòm hoá   |     |     | Lợi | Ngạc cứng | Ngạc mềm | Thanh hầu |
| -------- | --------- | --- | --- | --- | --------- | -------- | --------- |
| Tắc      | vô thanh  | p   | pʲ  | t   | c         | k        |           |
| Tắc      | bật hơi   | pʰ  | pʰʲ | tʰ  |           | kʰ       |           |
| Tắc      | hữu thanh | b   | bʲ  | d   |           |          |           |
| Tắc      | hút vào   | ɓ   | ɓʲ  | ɗ   |           |          |           |
| Xát      | vô thanh  | f   |     | s   |           | x        | h         |
| Xát      | hữu thanh | v   |     | z   |           | ɣ        |           |
| Xát      | cạnh lưỡi |     |     | ɬ   |           |          |           |
| Mũi      | Mũi       | m   |     | n   | ɲ         | ŋ        |           |
| Rung     | Rung      |     |     | r   |           |          |           |
| Tiếp cận | Tiếp cận  | w   |     | l   | j         |          |           |

- Phương ngữ Tày Cao Bằng là phương ngữ duy nhất có các âm /j w r ɣ b d bʲ/.

### Nguyên âm
|          | Trước | Giữa | Sau | Sau |
| -------- | ----- | ---- | --- | --- |
| Đóng     | i     |      | ɯ   | u   |
| Nửa đóng | e     |      | o   | o   |
| Vừa      |       | ə əː |     |     |
| Nửa mở   | ɛ     | ɐ    | ɔ   | ɔ   |
| Mở       |       | a    |     |     |

|      | Trước | Trước | Giữa | Sau | Sau |
| ---- | ----- | ----- | ---- | --- | --- |
| Đóng | ie    | ie    | ɯə   | uo  |     |

- Cũng có ba bán nguyên âm [u̯ i̯ ɯ̯] chủ yếu xuất hiện ở vị trí cuối âm tiết khi kết hợp với các nguyên âm khác.  [u̯ i̯] thường được được xem như là các âm phụ âm [w j]. [u̯] đứng sau các nguyên âm trước /i e ɛ/ và các nguyên âm giữa /ə a ɐ/. [i̯] đứng sau các nguyên âm sau /u o ɔ/ cũng như các nguyên âm trung tâm /ə a ɐ/. Tuy nhiên, [ɯ̯] chỉ đứng sau /ə/.[6]

### Tones
Tày Cao Bằng có sáu thanh điệu:
| a̋ | ˥  |
| a᷄ | ˦˥ |
| á | ˦  |
| ā | ˧  |
| à | ˨  |
| a᷆ | ˨˩ |

## Quan hệ giữa tiếng Tày và một số ngôn ngữ khác
| Tày       | Phén     | Giáy     | Thái (Việt Nam) | Tráng     | Xiêm (Thái Lan) | Lào       | Nghĩa    |
| --------- | -------- | -------- | --------------- | --------- | --------------- | --------- | -------- |
| Pì noọng  | Pì noọng | Pi nuống | Pi noọng        | Pei nuộng | P'i noóng       | Phí noọng | anh em   |
| Tha vằn   | Tha vằn  | Tang văn | Ta vèn          | Ta ngổn   | Tà văn          | Ta vên    | Mặt trời |
| Bươn      | Bươn     | Đươn     | bươn            | Đưên      | Đươn            | Đươn      | Tháng    |
| Vài       | Vài      | Vải      | Khoai           | Vài       | Khoai           | Khoai     | Trâu     |
| Thây      | Thấy     | Xây      | Thay            | Xơi       | Thẩy            | Thay      | Cái cày  |
| Mì        | Mì       | Mi       | Mì, mi          | Mì        | Mi              | Mi        | Có       |
| Slam/tham | slam     | slam     | sam             | sam       | Xảm             | Xám       | 3        |
| Hả        | Hả       | Há       | Há, hạ          | hả        | hà              | Hạ        | 5        |

## Phương ngữ
Các phương ngữ tiếng Tày bao gồm:
- Tiếng Tày Bảo Lạc được nói ở huyện Bảo Lạc, phía Tây tỉnh Cao Bằng.
- Tiếng Tày Trùng Khánh được nói ở huyện Trùng Khánh, đông bắc tỉnh Cao Bằng.
- Tiếng Tày Bình Liêu, được nói ở huyện Bình Liêu, đông bắc tỉnh Quảng Ninh.

- Tiếng Thu Lao, phương ngữ tiếng Tráng Đại có lẽ nên được coi là một ngôn ngữ khác.

## Bộ chữ Tày Nùng 1961
Trước đây tiếng Tày sử dụng chữ viết là chữ Nôm-Tày, dạng chữ này hiện giờ không còn được sử dụng và chỉ một số ít người còn biết viết loại chữ này
Ngày nay tại Việt Nam chữ quốc ngữ (chữ Latinh) được sử dụng viết tiếng Tày, và vấn đề phát âm của tiếng Tày theo chữ quốc ngữ không có sai là bao nhiêu.

### Phụ âm
| Phiên âm                 | Chữ | Ví dụ      | Nghĩa  |
| ------------------------ | --- | ---------- | ------ |
| /ɓ/                      | b   | bẻ         | dê     |
| /k/                      | c   | cáy        | gà     |
| /k/                      | k   | ki         | còi    |
| /k/                      | q   | quai       | khôn   |
| /k/                      | k   | khay tu    | mở cửa |
| /z/                      | d   | dú         | ở      |
| /ɗ/                      | đ   | đo         | đủ     |
| /f/                      | f   | fạ         | trời   |
| /h/                      | h   | hai        | trăng  |
| /l/                      | l   | lăng       | lưng   |
| /m/                      | m   | má         | chó    |
| /n/                      | n   | ray        | ruộng  |
| /r/                      | r   | rằng       | ổ      |
| /p/                      | p   | pu         | cua    |
| /s/                      | x   | xú         | tai    |
| /t/                      | t   | tú         | cửa    |
| /v/                      | v   | và         | sải    |
| /ɲ/                      | nh  | nhả        | cỏ     |
| /c/~/tɕ/                 | ch  | chả        | mạ     |
| /ŋ/                      | ng  | ngà        | vừng   |
| /tʰ/                     | th  | tha        | mắt    |
| /kʰ/                     | kh  | kha        | chân   |
| /pʰ/                     | ph  | phải       | vải    |
| /ɬ/                      | sl  | slam       | ba     |
| /ɓj/                     | bj  | bjoóc      | hoa    |
| /mj/                     | mj  | mjạc       | trơn   |
| /pj/                     | pj  | pja        | cá     |
| /pʰj/                    | phj | phja       | núi đá |
| những âm địa phương      |     |            |        |
| /t'/                     | t'  | t'ả        | sông   |
| /w/                      | w   | wằn        | ngày   |
| /j/                      | j   | ja         | thuốc  |
| /ɣ/                      | c   | cần        | người  |
| Những âm mượn tiếng Việt |     |            |        |
| / /                      | gi  | giờ        |        |
| /tʂ/                     | tr  | trường     |        |
| /ʂ/                      | s   | (học) sinh |        |

### Nguyên âm
| Phiên âm  | Chữ    | Ví dụ          | Nghĩa             |
| --------- | ------ | -------------- | ----------------- |
| /a/       | a      | ca             | con quạ           |
| /ă/       | ă      | mắn            | vững chắc         |
| /ə/~/ɤ/   | ơ      | tơ             | tơ lụa            |
| /ə̆/~/ɤ̌/   | â      | bân            | bay               |
| /ɛ/       | e      | bén            | cái mẹt           |
| /e/       | ê      | mên            | thối, hôi         |
| /i/       | i      | pi             | năm (thời gian)   |
| /u/       | u      | mu             | lợn               |
| /ɨ/~/ɯ/   | ư      | mử             | mợ                |
| /ɔ/       | o      | mỏ             | nồi               |
| /o/       | ô      | nồm            | sữa               |
| /iə/      | iê, ia | 1.niêng; 2.mìa | 1.diều; 2.vợ      |
| /uə/      | uô, ua | 1.tuống; 2.tua | 1.dây quai; 2.con |
| /ɨə/~/ɯɤ/ | ươ, ưa | 1.nưới; 2.mừa  | 1.mệt; 2.đi       |

1. Các nguyên âm dài: i, u,ư...trong tiếng Tày Nùng sẽ được thể hiện bằng hai chữ cái, như: khiing (gừng), khuúp (đầy năm)
2. Đánh dấu sắc (') các từ có kết cấu là âm tiết khép: hap (cách viết theo phương án không dấu) ---> háp (gánh)

| Tên       | Dấu | Nét |
| --------- | --- | --- |
| Không dấu |     | ˧   |
| Dấu sắc   | ◌́   | ˧˥  |
| Dấu huyền | ◌̀   | ˨˩  |
| Dấu hỏi   | ◌̉   | ˧˩˧ |
| Dấu nặng  | ◌̣   | ˧˨ˀ |

Tiếng Tày không có thanh ngã, nên trong phương án chỉ dùng dấu ngã /◌̃/ để ghi các từ mượn từ tiếng Việt. Trong phương án không có ký hiệu để ghi thanh lửng, những từ mang thanh lửng đều được thể hiện bằng thanh hỏi /◌̉/.